# Franklin (Pennsylvania)
Franklin ist eine City im und County Seat von Venango County des US-Bundesstaates Pennsylvania. Das U.S. Census Bureau hat bei der Volkszählung 2020 eine Einwohnerzahl von 6.077 ermittelt. Die Stadt war einst bekannt für ihre Bedeutung bei der Entwicklung der Erdölindustrie.

## Geschichte
Franklin liegt am French Creek und dem Allegheny River, was für die amerikanischen Ureinwohner ein guter Ort war, um Schutzanlagen zu bauen. Im Jahr 1740 errichtete der schottische Pelzhändler John Fraser einen Handelsposten in Franklin. Zu dieser Zeit war die Region Schauplatz eines Konflikts zwischen den Briten und Franzosen. Letztere erhoben 1749 Anspruch auf das Areal und vertrieben 1753 die britischen Pelzhändler, um ein Fort zu errichten.
George Washington wurde nach Franklin geschickt, um die Franzosen zu warnen, dass sie unbefugt britisches Land betreten würden. Die Franzosen zogen nicht ab; stattdessen errichteten sie Fort Machault, wo sie große Truppen sammelten, um Fort Pitt (Pittsburgh) anzugreifen, um Fort Duquesne zurückzuerobern. Die Franzosen mussten daraufhin Fort Niagara retten; bevor sie abzogen, brannten sie Fort Machault bis auf den Grund nieder. Im Jahr 1760 errichteten die Briten Fort Venango. 1763 töteten die amerikanischen Ureinwohner viele Briten. Die amerikanischen Kolonialtruppen errichteten daraufhin Fort Franklin, benannt nach Benjamin Franklin. Im Jahr 1787 wurde Andrew Ellicott, der Washington, D.C. vermaß, beauftragt, das Land von Franklin zu vermessen. Als in der Nähe von Titusville Öl entdeckt wurde, wurde Franklin zu einer boomenden Ölstadt. So gründete John Wilkes Booth hier eine Ölgesellschaft. Als die Ölgesellschaften nach Westen zogen, entstanden in Franklin Maschinenbaubetriebe. Diese beschäftigen allerdings nicht mehr so viele Arbeitnehmer wie früher und die Einwohnerzahl ging zurück.

## Demografie
Nach einer Schätzung von 2019 leben in Franklin 6013 Menschen. Die Bevölkerung teilt sich im selben Jahr auf in 94,6 % Weiße, 1,9 % Afroamerikaner, 0,7 % Asiaten und 2,1 % mit zwei oder mehr Ethnizitäten. Hispanics oder Latinos aller Ethnien machten 0,7 % der Bevölkerung aus. Das mittlere Haushaltseinkommen lag bei 43.828 US-Dollar und die Armutsquote bei 19,6 %.

## Persönlichkeiten
- Francis Patrick McFarland (1819–1874), Bischof von Hartford